# Arcinas
Arcinas es una localidad del estado mexicano de Durango. Es parte del municipio de Gómez Palacio.

## Demografía
| Gráfica de evolución demográfica |
|                                  |

| Censo | Población |
| ----- | --------- |
| 1921  | 306       |
| 1930  | 900       |
| 1940  | —         |
| 1950  | 749       |
| 1960  | 1 061     |
| 1970  | 1 132     |
| 1980  | 1 419     |
| 1990  | 1 200     |
| 2000  | 1 556     |
| 2010  | 1 629     |
| 2020  | 1 652     |